# Dear Darlin'
Dear Darlin' è una canzone del cantautore inglese Olly Murs, estratta dal suo terzo album in studio Right Place Right Time.
Il singolo è stato pubblicato come terzo singolo dell'album il 26 maggio 2013. Il brano è stato scritto da Murs, Ed Drewett, Jim Eliot, Drewett ed Eliot hanno co-prodotto la canzone.
La canzone ha raggiunto la posizione numero cinque nella classifica UK Singles, il 2 settembre 2013 Murs ha pubblicato una nuova versione del brano per la sua uscita in Francia, con la voce della cantante francese Alizée e successivamente il brano è stato incluso nella versione Special Edition dell'album.

## Anteffatti
Il 18 aprile 2013, Murs ha rivelato via Twitter che Dear Darlin' sarebbe stao il terzo singolo estratto dall'album Right Place Right Time.
Sul brano, Murs ha detto: "Scrivere con Ed essendo mio amico ha aiutato, mentre stavamo sedevamo lì per ore prima di scrivere, ripensavamo alle nostre vecchie relazioni e ripercoravamo i loro scenari. Si tratta di scrivere a qualcuno per dire (a quel qualcuno) come mi sento a perdere qualcuno. Non è il tipo di canzone che ti aspetteresti da me e Ed, perché siamo personaggi frizzanti."
Murs ha detto che la canzone ha preso ispirazione dal brano di Eminem Stan.

## Critica
Robert Copsey di Digital Spy ha dato alla canzone una recensione positiva commentando "è rassicurante, familiare senza essere datata." Ha concluso la sua recensione scrivendo: "Ci sono campane natalizie che si sentono ovunque, quindi non saremmo sorpresi se questo fosse il prossimo singolo pre-natalizio."

## Successo
Il brano ha raggiunto la posizione numero 196 nella UK Singles Chart, con i soli download dall'album. Dopo la pubblicazione del video musicale, ulteriori download dell'album hanno aiutato la canzone a raggiungere la posizione numero 18, prima di salire nella settimana successiva alla posizione numero 9, alla 6 e infine al posizione (di picco) numero 5. Facendo diventare Murs, il nono della top 20 UK nel suo complesso e è stato il suo primo singolo (a parte quelli che hanno raggiunto il primo posto) estratto da un album a raggiungere la top 10, dalla pubblicazione nel 2010 del brano Thinking of Me. La canzone ha raggiunto la posizione di picco numero 8 nella Irish Charts, la numero 4 nella Australian Charts e la numero 29 nella New Zealand Charts. Il brano ha raggiunto il primo posto in Austria per la prima volta e ha anche raggiunto il secondo posto in Germania.

## Video musicale

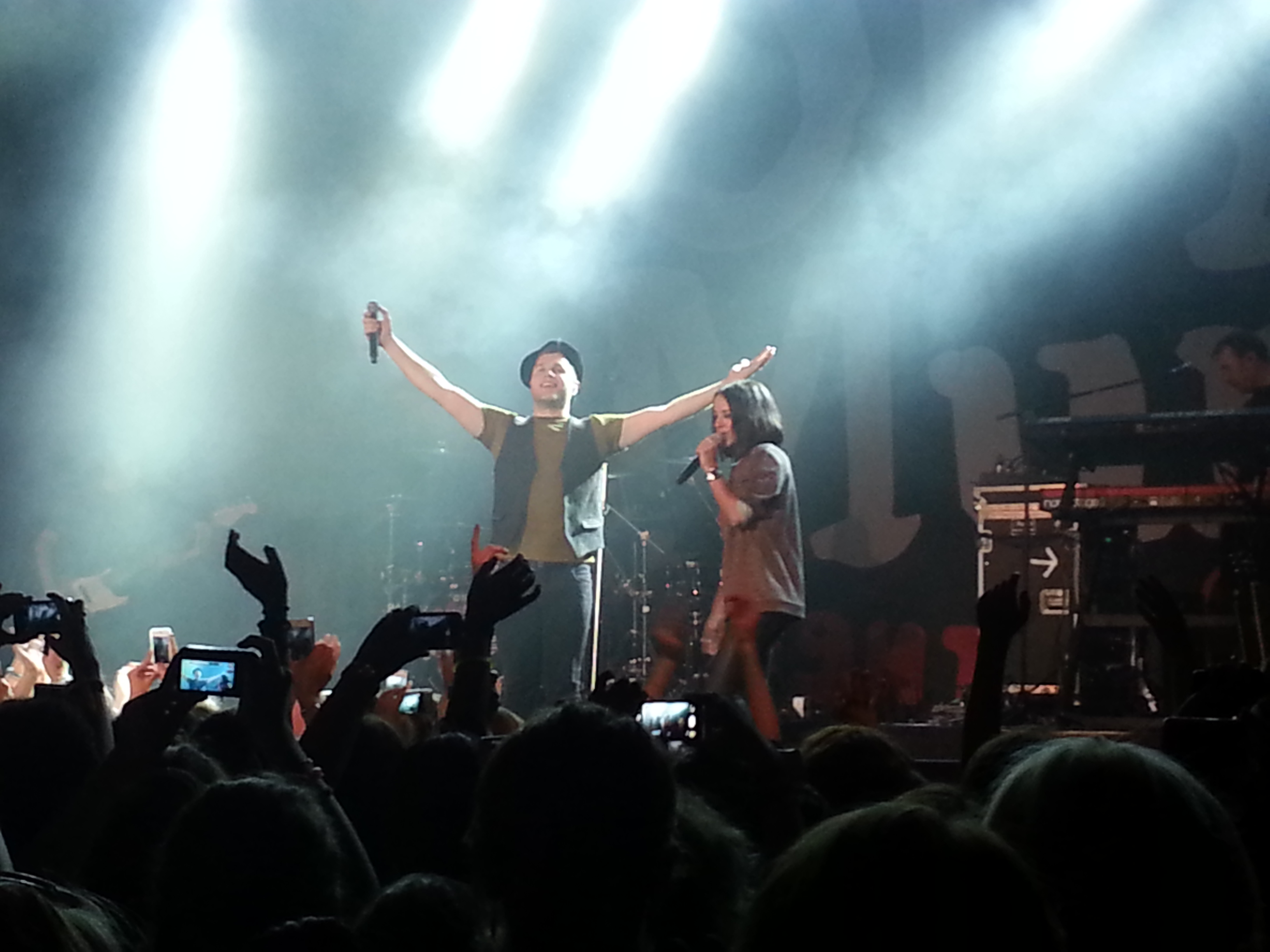
Olly Murs e Alizée cantano la versione francese del singolo Dear Darlin’ a Parigi.

Il 18 aprile 2013, Murs ha twittato diecndo che il video musicale sarebbe stato girato la settimana seguente a Los Angeles. È stato pubblicato sul canale Vevo di Murs il 13 maggio. Il video inizia mostrando Murs che sta pensando a quando lui e la sua ragazza (interpretata dalla modella Jessica Cook) si sono trasferiti nella loro nuova casa. Successivamente si vede Murs e la ragazza che passeggiano per la città, alla ragazza gli viene servito un caffè con la scritta "I ♥ You", poi sempre la ragazza, cammina vicino da un artista che suona la chitarra con un cartello di cartone con scritto "I Miss You". In seguito la ragazza cammina accanto a un muro con una scritta ("These Arms Are Yours To Hold"), si siede su una pacchina e scrivere in un quaderno "Dear Olly, I Miss You Too" ed strappa la pagina. Il video si conclude con murs che è affaciato al terrazzo di palazzo.

## Esibizioni dal vivo
La prima esibizioni live della canzone Murs sono state eseguite durante la promozione dell'album Right Place Right Time alla fine del 2012, quando murs ha eseguito acusticamente il brano nei programmi The Xtra Factor Uk, This Morning e nel suo tour nel Regno Unito e in Irlanda a marzo del 2013. Ha eseguito la canzone nel programma Alan Carr: Chatty Man, e come parte del suo set nell'ultimo giorno del Big Weekend di BBC Radio 1 a Derry. La canzone è stata eseguita anche nel Royal Variety Performance del 2013.

## Tracce

### EP digitale[10]
1. Dear Darlin' (Single Mix) – 3:26
2. Don't You Worry Child (Live Lounge) – 3:39
3. Dear Darlin' BBC Radio 1 Live Lounge (Video) – 3:38

#### EP (Francia)[11]
1. Dear Darlin' (feat. Alizée) – 3:27

## Classifica

### Classifica Settimanale
| Classifica (2013)                            | Posizione |
| -------------------------------------------- | --------- |
| Australia (ARIA)                             | 4         |
| Austria (Ö3 Austria Top 40)                  | 1         |
| Belgio (Ultratop Fiandre)                    | 63        |
| Repubblica Ceca (Rádio Top 100)              | 7         |
| Francia (SNEP)                               | 127       |
| Germania (Official German Charts)            | 2         |
| Islanda (Tónlist)                            | 2         |
| Irlanda (IRMA)                               | 8         |
| Libano (The Official Lebanese Top 20)        | 2         |
| Lussemburgo Digital Songs (Billboard)        | 1         |
| Nuova Zelanda (The Official NZ Music Charts) | 29        |
| Polonia (Polish Airplay Top 100)             | 10        |
| Romania (Airplay 100)                        | 27        |
| Scozia (Official Charts Company)             | 4         |
| Slovacchia (Rádio Top 100)                   | 28        |
| Slovenia (SloTop50)                          | 6         |
| Svezia (Sverigetopplistan)                   | 38        |
| Svizzera (Schweizer Hitparade)               | 5         |
| Regno Unito (Official Charts Company)        | 5         |

#### Classifica di fine anno
| Classifica (2013)                     | Posizione |
| ------------------------------------- | --------- |
| Germania (Media Control AG)           | 20        |
| Slovenia (SloTop50)                   | 31        |
| Regno Unito (Official Charts Company) | 20        |

| Classifica (2014)   | Posizione |
| ------------------- | --------- |
| Slovenia (SloTop50) | 37        |